# Distichophyllum macropodum
Distichophyllum macropodum là một loài Rêu trong họ Hookeriaceae. Loài này được Dixon mô tả khoa học đầu tiên năm 1932.